# Silvibacterium bohemicum
Silvibacterium bohemicum es una especie de bacteria gramnegativa del género Silvibacterium. Fue descrita en el año 2016, es la especie tipo. Su etimología hace referencia a Bohemia. Es aerobia y móvil. Tiene un tamaño de 0,3-0,5 μm de ancho por 0,9-1,1 μm de largo. Forma colonias traslúcidas, circulares, convexas y blancas tras 7 días de incubación. Temperatura de crecimiento entre 20-30 °C, óptima de 22-24 °C. Catalasa positiva y oxidasa negativa. Tiene un genoma de 6,4 Mpb y un contenido de G+C de 58,2%. Se ha aislado de suelo forestal en el bosque de Bohemia, República Checa. 